# Fort Boyard

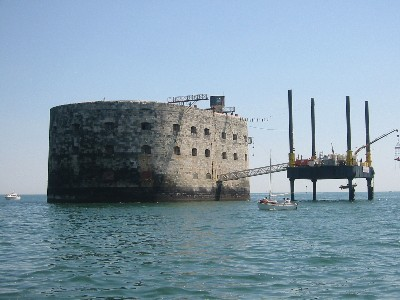
Fort Boyard

Fort Boyard is een fort voor de Franse westkust, gelegen tussen Île d'Aix en Île d'Oléron in het departement Charente-Maritime (regio Nouvelle-Aquitaine). Het ovaalvormige fort is 68 meter lang, 31 meter breed en 20 meter hoog en gebouwd op een zandbank. Het fort is oorspronkelijk gebouwd ter bescherming tegen de Engelsen. Fort Boyard dient als opnamelocatie voor het gelijknamige Franse televisieprogramma, dat vele internationale versies kent. Het fort is niet te bezichtigen; alleen een rondvaart rond het fort is mogelijk.

## Geschiedenis
Het idee om op deze locatie een fort te bouwen om de route naar de havenstad Rochefort (Rochefort was tevens het meest prestigieuze arsenaal van Frankrijk) te kunnen afsluiten stamt al uit 1666, de tijd van Lodewijk XIV. In deze tijd waren kanonnen nog niet in staat om zo ver te schieten (ca. 1500 meter) dat ze de gehele doorgang van 6000 meter konden blokkeren, vandaar dat er als aanvulling vanaf dit fort moest worden geschoten. Destijds heeft men echter van de bouw afgezien. Vauban schijnt tegen Lodewijk de XIV te hebben gezegd: 'Sire, het is makkelijker om met je tanden de maan te grijpen, dan op deze plaats een dergelijk fort te bouwen!'.
De bouw van het fort is uiteindelijk begonnen in 1801, in opdracht van consul Bonaparte. Het ging gepaard met grote tegenslagen en werd in 1809 weer stilgelegd. In 1837 heeft koning Lodewijk Filips I besloten om de bouw te hervatten omdat de spanningen tussen Frankrijk en Engeland weer toenamen. In 1857 was het fort eindelijk voltooid en is het in gebruik genomen. Het bood plaats aan een garnizoen van 250 man.
- 1852: de bouw van het lagere niveau (begane grond) is afgerond
- 1854: het einde van de bouw van het eerste niveau
- 1857: bouw beëindigd

Bij de ingebruikneming was het fort eigenlijk al overbodig geworden - door de toegenomen reikwijdte van de kanonnen volstonden de forten op het Île d'Aix en het Île d'Oléron - maar het heeft tot 1913 een militaire functie behouden. Ten tijde van de Commune in Parijs (1871) werd het fort tijdelijk als gevangenis gebruikt.
Vanaf 1988 is het fort gerestaureerd. Er is elektriciteit aangelegd en er is een platform naast gebouwd om goederen aan te leveren ten behoeve van opnamen voor het televisiespel. Vanwege het zeewater zijn restauratie en onderhoud vaak nodig. In 2021/22 zijn de houten loopbruggen rondom de binnenplaats vervangen. Gepland staat het herstel van de golfbreker, en de aanleg van een onderzeese elektriciteitskabel. 

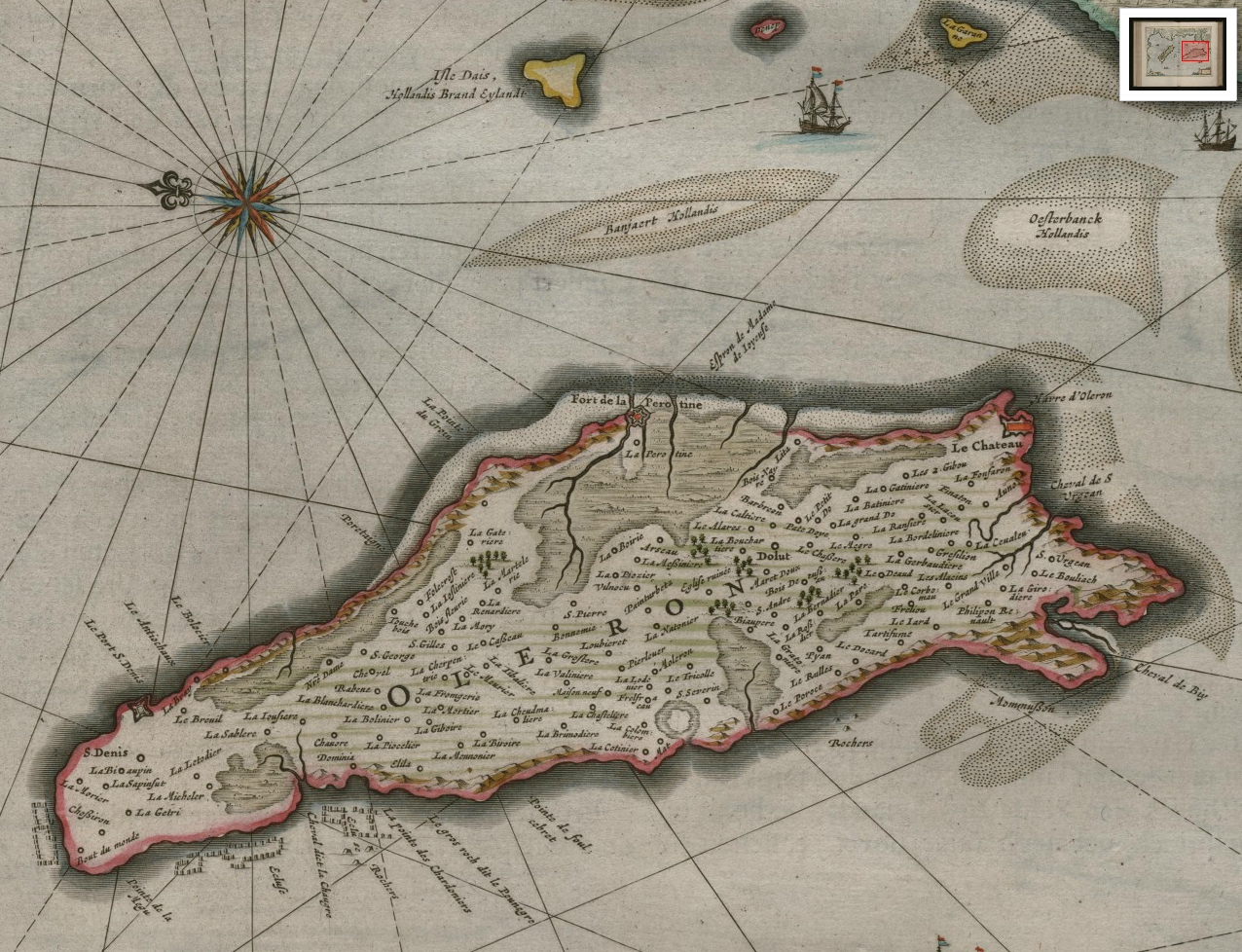
De zandbank waar Fort Boyard op gebouwd is op een kaart van Blaeu, recht boven het eiland. De noordpijl staat hier naar links.

## Naamgeving
Het fort is gebouwd op een zandbank, die op een kaart van Blaeu uit ca. 1662 is aangeduid met "Banjaert Hollandis".  Deze zandbank, ten Oosten van het eiland Oleron, voor de monding van de Charente, wordt Boyard genoemd. De naam Banjaard komt ook voor als naam van een zandbank ten noordwesten van Walcheren.

## Televisieprogramma's
Het in het fort opgenomen programma Les Clés de Fort Boyard, later afgekort tot Fort Boyard, is een Frans spelprogramma dat zich afspeelt in het fort. Vanaf 1990 komen productieteams uit diverse landen hun variant van het spel opnemen. De eerste Nederlandstalige productie was De Sleutels van Fort Boyard, uitgezonden in 1991 en 1992, initieel met Nederlandse spelers en presentator, maar in het tweede seizoen met een Nederlands en een Vlaams team en presentator. In 1999 en 2000 was er een geheel Vlaamse productie genaamd Fort Boyard. Na een afwezigheid van bijna 20 jaar was er in de periode 2011-2014 een nieuwe Nederlandse reeks van het programma, onder de titel Fort Boyard. 

### Reproducties
Er zijn tal van maquettes van het fort gemaakt en te koop. Een miniatuurversie is te zien in Parc France Miniature; uiteraard staat het in het water. Dit is veel te klein om er in te kunnen, maar elders in het park kunnen bezoekers een aantal opdrachten uit het televisieprogramma zelf uitvoeren. In 2022 opende in Bretigny-sur-Orge een attractie waar bezoekers zelf het spel grotendeels na kunnen doen. Later opende een 'filiaal' in Montpellier, en in 2023 kwam er nog één bij in Velizy.

## Film
Fort Boyard heeft als decor gediend voor twee films:
- Le Repos du guerrier (1962)
- Les Aventuriers (1967)